# 天主教埃夫里-科爾贝伊-埃松教區
天主教埃夫里-科尔贝伊-埃松教區（拉丁語：Dioecesis Evriensis-Corbiliensis-Exonensis）是法國一個羅馬天主教教區，屬巴黎總教區。
科爾貝教區成立於1966年10月9日，1988年6月11日教座遷移至埃夫里，教區亦易名至今。
教區位於埃松省，2006年有教友795,000人（佔轄區總人口69.8%）、110個堂區、170名司鐸。現任教區主教為彌額爾·杜博斯。